# Gyalókay Jenő
Szentgyörgyi és gyalókai Gyalókay Jenő (Nagyvárad, 1874. április 28. – Budapest, 1945. március 10.) katonatiszt, hadtörténész, a Magyar Tudományos Akadémia rendes tagja. Pilch Jenő és Markó Árpád mellett a két világháború közötti korszak kiemelkedő jelentőségű hadtörténésze volt, a 15–19. századi magyar hadtörténet számos kérdésével foglalkozott (nemesi felkelések, 1848–1849-es szabadságharc stb.).

## Életútja
1891-től a budapesti Királyi József Műegyetem gépészmérnöki karának hallgatója volt, de 1893-ban tanulmányait félbeszakítva önkéntesként csatlakozott a honvédséghez. 1895-től hadnagyi rangban szolgált, 1910-ben századossá, 1916-ban őrnaggyá léptették elő. Végigharcolta az első világháborút, melynek végén a 255. nehéztüzérezred parancsnoka volt. 1919-ben a Horthy Miklós által Szegeden létrehozott Nemzeti Hadsereg fővezérségén volt tüzér előadó. 1920–1921-ben a Debreceni Tudományegyetemen meghívott tanárként tartott magyar hadtörténeti előadásokat. 1921-től 1926-ig a Hadtörténeti Levéltárban dolgozott mint csoportigazgató. 1926-ban ezredessé léptették elő, 1927-ben nyugdíjba vonult.

## Munkássága

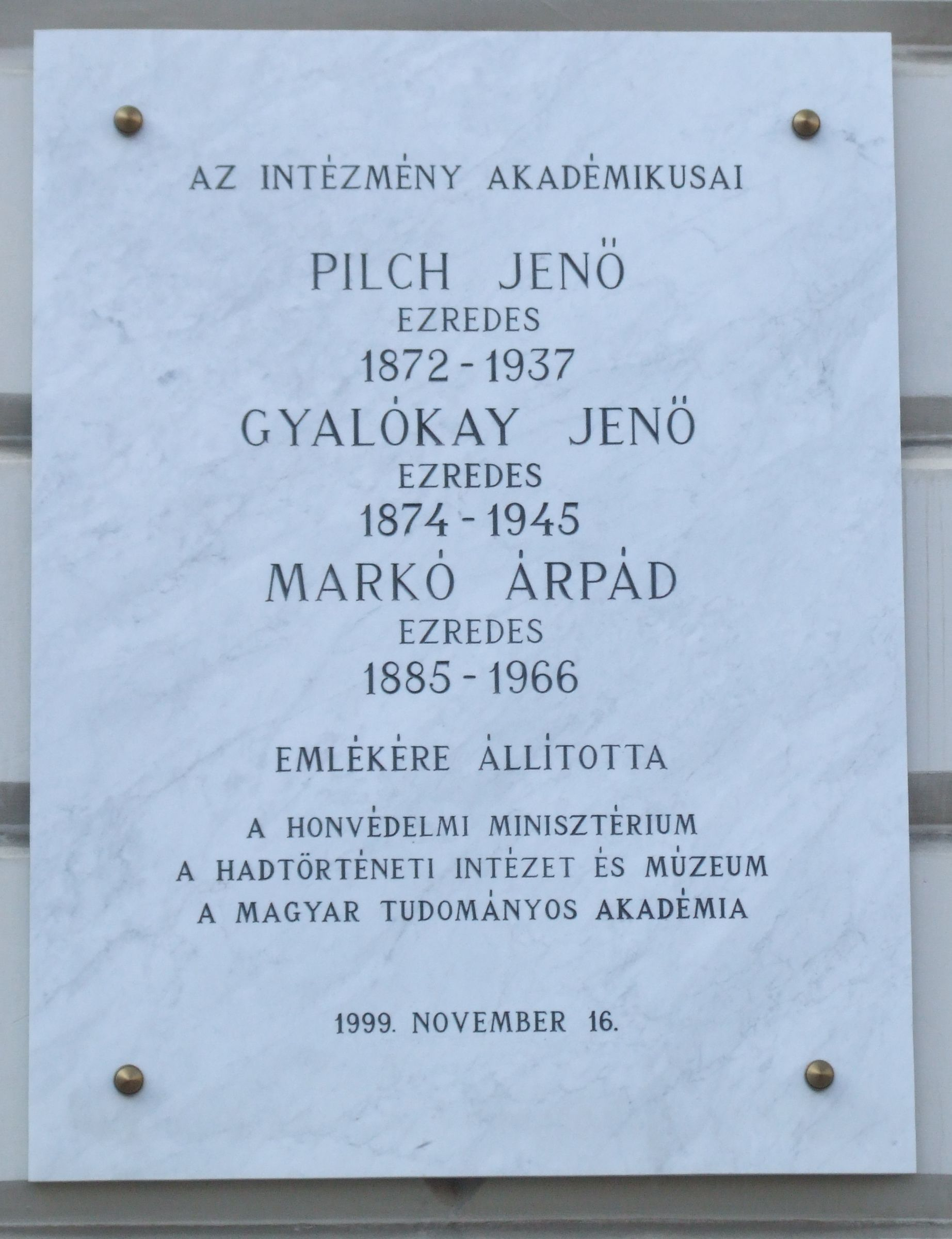
A Hadtörténeti Intézet és Múzeum akadémikusainak emléktáblája, köztük Gyalókay Jenő nevével

Fő kutatási területe a 15–19. századi magyar történelem hadi eseményeinek hadtudományi–stratégiai szempontú feldolgozása volt. Foglalkozott Hunyadi Mátyás hadseregszervező tevékenységével és hadjárataival, az 1526-os mohácsi csatával, a hódoltságkori végvárrendszer és a nemesi felkelés intézményének múltjával. Áttekintette Bethlen Gábor erdélyi fejedelem hadjáratait, valamint az 1631–1632. évi parasztfelkelés hadi mozzanatait és a felkelők ellen hadba szálló Zólyomi Dávid szerepét.
Jelentősek az 1848–1849-es szabadságharc hadi eseményeit, különösen az 1849-es tavaszi hadjárat erdélyi hadműveleteit, valamint a segesvári és a debreceni ütközetet elemző tanulmányai. Akadémiai székfoglalóiban szintén a szabadságharc egy-egy hadi mozzanatáról értekezett (A debreceni ütközetről, 1926; A besztercei hadosztály harcai 1849 nyarán, 1937).
Behatóan foglalkozott szűkebb pátriája, Bihar vármegye hadtörténelmi eseményeivel is: az 1604-es Bocskai-felkelés bihari vonatkozásaival, Várad 1660-as török ostromával, a bihari nemesi inszurrekcióval, valamint feltárta a váradi vár múltját.
1922-től 1943-ig szerkesztette a Hadtörténelmi Közlemények című folyóiratot, tanulmányai főként itt és a Századokban jelentek meg.

### Társasági tagságai és elismerései
1926-ban a Magyar Tudományos Akadémia levelező, 1936-ban rendes tagjává választották, s már 1912-től tagja, 1937-től haláláig előadója volt az Akadémia hadtörténeti bizottságának. A római Katonai Építészeti Intézet (Istituto di architettura militare) tiszteleti tagja volt.

### Főbb művei
- Bihar vármegye és az utolsó nemesi insurrectio. Budapest. 1902
- A magyar nemes-insurrectio 1805-ben. Budapest. 1925
- A mohácsi csata, 1526. augusztus 29. Budapest. 1926
- Az első orosz megszállás és Erdély felszabadítása 1849 tavaszán. Budapest. 1931
- A magyar katona I–II. Budapest. 1933. (Berkó Istvánnal és Pilch Jenővel)
- Az erdélyi hadjárat 1849 nyarán. Budapest. 1938